# 가이모토 고지로
가이모토 고지로(일본어: 海本 幸治郎, 1977년 10월 14일 ~ )는 일본의 전 축구 선수이다. 과거 수비수로 활약하였다. K리그에 진출한 첫 번째 일본 출신의 선수이다.

## 구단 경력
1996년 J1리그의 감바 오사카에 입단했다. 2000년까지 29경기에 출전하여, 1득점을 넣었다. 2001년부터 2002년까지 K리그의 성남 일화 천마에서 뛰었다. 2003년 J1리그의 나고야 그램퍼스 에이트로 이적했다. 2005년부터 2006년까지 알비렉스 니가타에서 뛰었다. 2006년 6월 J2리그의 도쿄 베르디로 이적했다. 2007년 J2리그 준우승으로 J1리그로 승격했다.